# Národní park Simienské hory

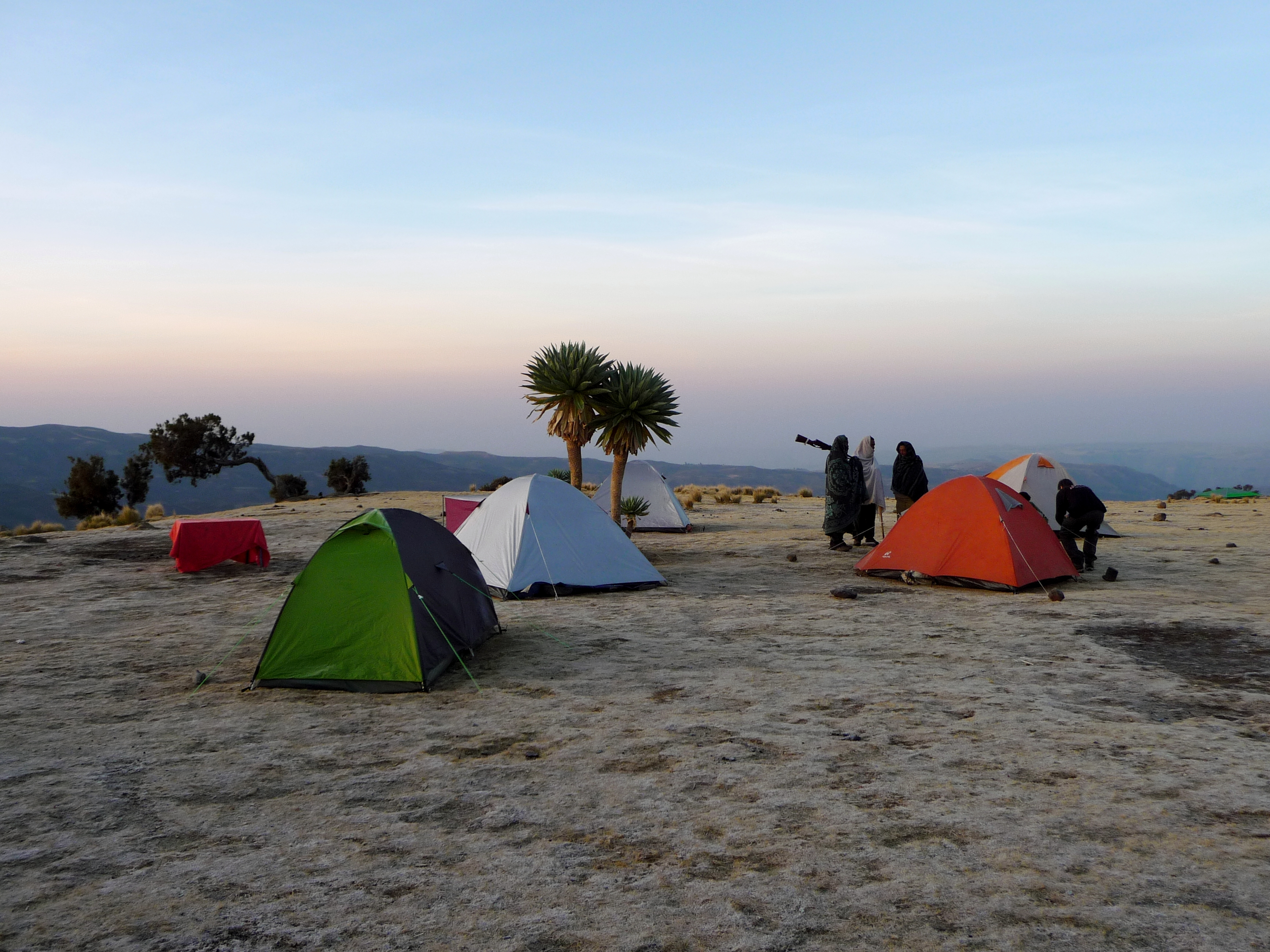
Tábor Gíč brzo ráno

Národní park Simienské hory je etiopský národní park, nacházející se na části území Simienských hor v Amharsku, v severní Etiopii. Byl zřízen v roce 1969 a od roku 1978 je součástí Světového dědictví UNESCO.
Žijí zde stáda dželad a vyskytují se zde vzácní kozorožci walia a vlčci etiopští.